# Десятий Октябр (Макушинський округ)
Десятий Октя́бр (рос. Десятый Октябрь) — присілок у складі Макушинського округу Курганської області, Росія. 
Населення — 33 особи (2010, 82 у 2002).
Національний склад станом на 2002 рік:
- росіяни — 95 %